# Пойна овесарка
Пойна овесарка (Melospiza melodia) е вид птица от семейство Овесаркови (Emberizidae). Видът е незастрашен от изчезване.

## Разпространение
Разпространен е в Бахамски острови, Бермудски острови, Канада, Мексико, Сен Пиер и Микелон, Търкс и Кайкос и САЩ.